# Kożuszkowo (Kolno)
Kożuszkowo (deutsch Rosenhof) war ein Ort in der polnischen Woiwodschaft Ermland-Masuren. Seine Ortsstelle liegt im Gebiet der Gmina Kolno (Landgemeinde Groß Köllen) im Powiat Olsztyński (Kreis Allenstein).

## Geographische Lage
Die Ortsstelle Kożuszkowos liegt in der nördlichen Mitte der Woiwodschaft Ermland-Masuren, 17 Kilometer südwestlich der früheren Kreisstadt Rößel (polnisch Reszel) bzw. 37 Kilometer nordöstlich der heutigen Kreismetropole und auch Woiwodschaftshauptstadt Olsztyn (deutsch Allenstein).

## Geschichte
Rosenhof – vor 1873 Krausen C, nach 1873 auch Pelzhof genannt – bestand aus einem mittleren Hof und war ein Vorwerk zum Gut Krausen (polnisch Kruzy) im ostpreußischen Kreis Rößel. Am 27. Februar 1873 wurde im offiziellen Amtsblatt in Königsberg (Preußen) verkündet: Dem im Kreise Rössel belegenen, dem Besitzer Carl Graw zugehörigen Guts-Antheil Krausen Littr. C, im Volksmunde auch Pelzhof genannt, ist der Name Rosenhof beigelegt worden, ohne daß in den bisherigen politischen und communalen Verhältnisses dadurch etwas geändert wird.
Im Jahre 1885 zählte Rosenhof 17 Einwohner, genau so viele wie im Jahre 1905. Als im Jahre 1928 der Gutsbezirk Krausen und die Landgemeinde Krausen zur neuen Landgemeinde Krausen zusammengelegt wurden, veränderte sich entsprechend auch die Zugehörigkeit von Rosenhof.
In Kriegsfolge wurde 1945 das gesamte südliche Ostpreußen an Polen abgetreten. Rosenhof erhielt die polnische Namensform „Kożuszkowo“. Doch verliert sich schon bald die Spur des Ortes, wenigstens wird der Name nicht mehr offiziell genannt, wobei der Ort als in Kruzy aufgegangen zu gelten haben wird. Somit gehört die Ortsstelle Kożuskowos zum Bereich der Landgemeinde Kolno (Landgemeinde Groß Köllen) im Powiat Olsztyński (Kreis Allenstein) in der Woiwodschaft Ermland-Masuren.

## Kirche
Rosenhof war bis 1945 in die evangelische Kirche Bischofsburg (polnisch Biskupiec) in der Kirchenprovinz Ostpreußen der Kirche der Altpreußischen Union, außerdem in die römisch-katholische Kirche Groß Köllen (polnisch Kolno) im damaligen Bistum Ermland eingepfarrt.

## Verkehr
Die Ortsstelle Kożuszkowos liegt an einem von Kruzy (Krausen) nach Wólka Wielka (Groß Wolka, 1938 bis 1945 Großwolken) – bereits im Gebiet der Landgemeinde Biskupiec (Bischofsburg) gelegen – führenden Verbindungsweg.